# تود واشنطن
تود واشنطن (بالإنجليزية: Todd Washington)‏ هو لاعب كرة قدم أمريكية أمريكي، ولد في 19 يوليو 1976 في ناساودوكس في الولايات المتحدة.

## وصلات خارجية
- تود واشنطن على موقع مرجع كرة القدم المحترفة.كوم (الإنجليزية)